# Tommy Pool
Tommy Pool, né le 10 février 1935 à Bowie (Texas) et mort le 7 juillet 1990, est un tireur sportif américain.

## Palmarès

### Jeux olympiques d'été
- Jeux olympiques d'été de 1964 de Tokyo
  -  Médaille de bronze en rifle à 50m position couchée[1]